# Goedereede
Goedereede est une ville et une ancienne commune néerlandaise, en province de Hollande-Méridionale.